# Mahinder Jogi
Mahinder Jogi (21 oktober 1961) is een Surinaams politicus. Hij is lid van de Vooruitstrevende Hervormings Partij (VHP) en sinds 2000 lid van De Nationale Assemblée (DNA). 

## Biografie
Jogi is geboren en getogen in Saramacca. Na de mulo volgde hij de Kweekschool en vervolgens het IOL. Daarnaast werkte hij mee in de landbouw. Na zijn studie werkte hij als leraar wiskunde.
Zijn vader kocht dagelijks een krant en op nog jonge leeftijd stond bij hen in huis een televisietoestel. Als jongeling las hij hierdoor al krant en keek hij televisie. Als hij met zijn vader mee ging naar Paramaribo, dan keek hij met bewondering naar het parlementsgebouw. De onafhankelijkheid maakte hij bewust mee en hij herinnert zich ook nog de oprichting van het kernbestuur van de VHP in Saramacca die werd bijgewoond door partijtoppers als Jagernath Lachmon en Alwin Mungra.
Voor Jogi vormden deze jaren de inspiratie om vanaf jonge, zestienjarige leeftijd deel te nemen aan politieke activiteiten. In de loop van de jaren is de betrokkenheid van leden en burgers volgens Jogi sterk vergroot. Burgers in het algemeen zouden steeds materialistischer geworden zijn, waarvan de oorzaak volgens hem zou liggen in de verslechterende economische situatie sinds 1980 en patronage door de NDP sinds 1991.
Vanaf 1996 hield hij zich nog meer met politiek bezig, tot hij uiteindelijk tijdens de verkiezingen van 2000 zelf werd gekozen in DNA. Daarna werd hij herkozen tijdens de verkiezingen van 2005, 2010, 2015, 2020 en 2025. Voor de VHP was hij de lijsttrekker van het district Saramacca. Meermaals, nadat hij naar zijn mening onvoldoende zijn punt kon maken, raakte hij in aanvaring met parlementsvoorzitter Jennifer Geerlings-Simons. Hierdoor liet zij hem verschillende malen uit DNA verwijderen.
Tijdens zijn jaren als parlementslid bouwde hij een naam op in het aan de kaak stellen van corruptiezaken. Hierover zei hij in een interview aan de Parbode: "Over de hele wereld heb je corruptie, maar er is een tolerantiegrens. In Suriname is deze grens ver overschreden."
Daarnaast verzet hij zich sterk tegen de uitgaven van de regering Bouterse. Evenals de rest oppositie is hij tegen de Brokopondo-overeenkomst die de overdracht van de Afobakadam van Alcoa regelt. Hier vreest hij voor gezondheidsrisico's voor bewoners in de omgeving en financiële consequenties voor de overheid. Ook had hij compensatie willen zien voor de bewoners die uit de onder water gelopen delen moesten vertrekken toen de dam werd gebouwd. De Stichting Hart voor Suriname Worldwide riep Jogi uit tot Assembléelid van het jaar 2021.